# Erigonella
Erigonella és un gènere d'aranyes araneomorfes de la subfamília Erigoninae, dins de la família Linyphiidae.
Fou descrit per primera vegada per David B. Hirst l'any 1901.

## Distribució
Es poden trobar a la zona holàrtica.

## Llista d'espècies
Segons The World Spider Catalog 12.0:
- Erigonella groenlandica Strand, 1905
- Erigonella hiemalis (Blackwall, 1841) (Espècie tipus)
- Erigonella ignobilis (O. Pickard-Cambridge, 1871)
- Erigonella stubbei Heimer, 1987
- Erigonella subelevata (L. Koch, 1869)